# منگوده
منگوده، روستایی است از توابع بخش مرکزی شهرستان رشت در استان گیلان ایران است

## جمعیت
این روستا در دهستان پیربازار قرار دارد و براساس سرشماری مرکز آمار ایران در سال ۱۳۸۵، جمعیت آن ۱،۰۲۰ نفر (۲۸۰خانوار) بوده‌است.